# Johann II. (Frankreich)

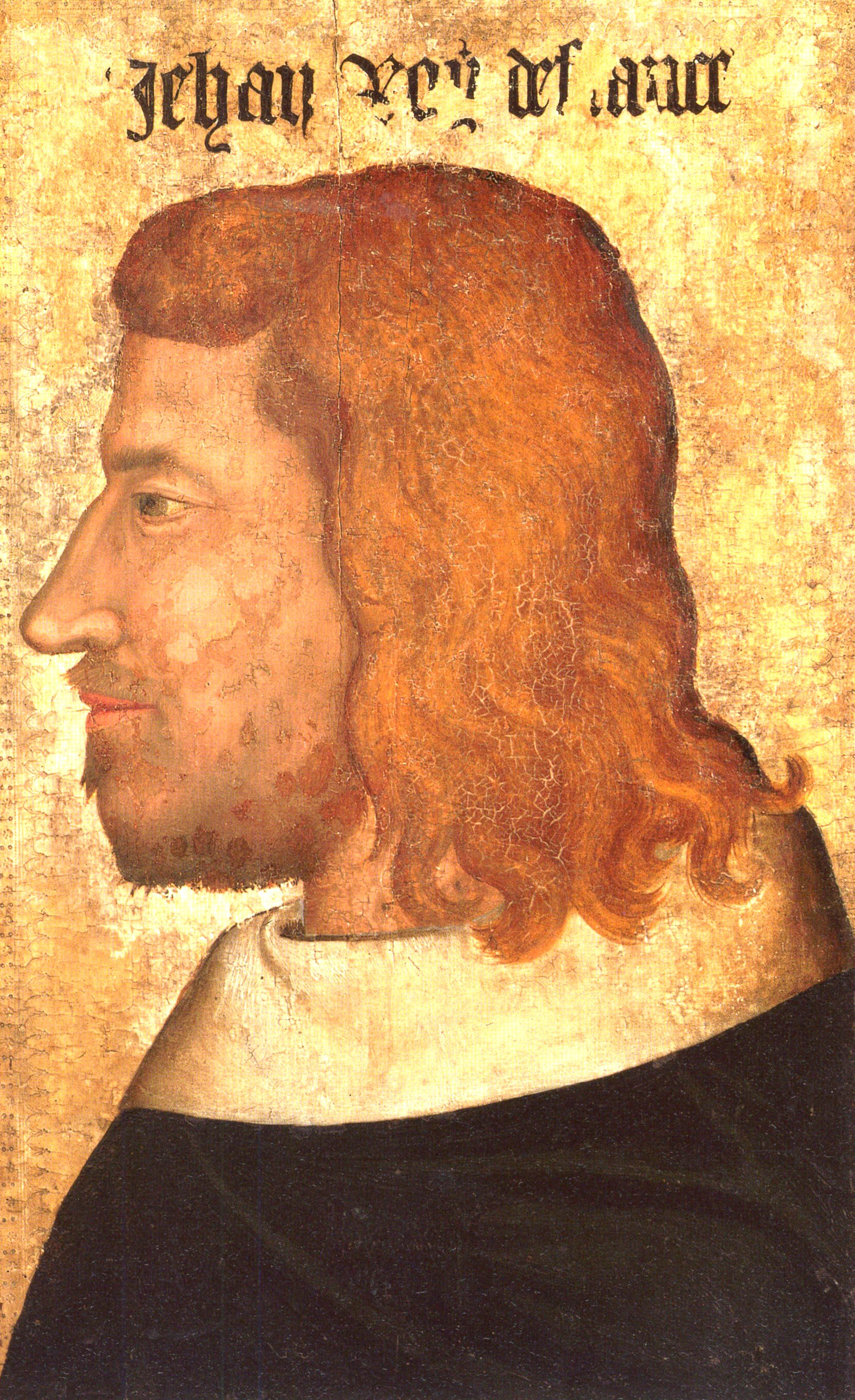
Johann II., genannt der Gute. Porträt eines unbekannten Meisters um 1350, ausgestellt im Pariser Louvre

Johann II. der Gute (französisch Jean II le Bon; * 26. April 1319 auf Schloss Gué de Maulny (Le Mans); † 8. April 1364 in London) war von 1332 bis 1350 Herzog der Normandie und von 1350 bis 1364 König von Frankreich.

## Leben

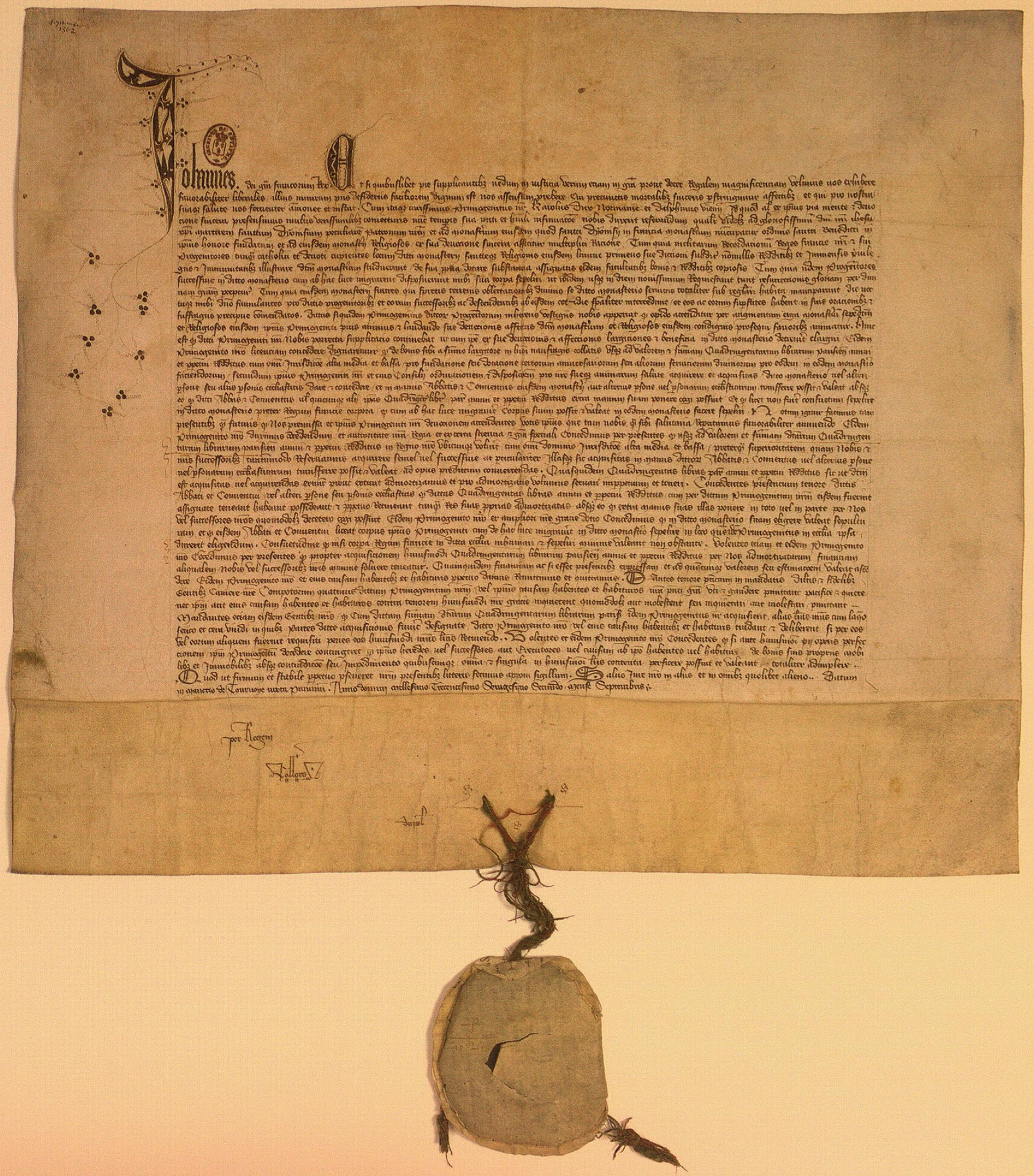
Eine Urkunde Johanns II., September 1362. Paris, Archives nationales, K 49 C, Nr. 71

Johann II. war der zweite Sohn von Philipp VI. von Frankreich und dessen erster Gemahlin Johanna von Burgund. Er stammte somit aus dem Haus Valois und war später der zweite Vertreter seiner Dynastie auf dem Thron.
Er trat seine Regentschaft nach dem Tod seines Vaters im Jahr 1350 an, der zuvor wiederholt mit immer geringerem Erfolg Krieg mit England geführt hatte. Unter Johann entflammte 1355, nach Ablauf des Waffenstillstandes, der Krieg erneut. Edward of Woodstock, der „Schwarze Prinz“, landete im Garonnegebiet, verwüstete die Auvergne, das Limousin und das Poitou, versuchte aber bei Annäherung des französischen Heeres, sich nach Bordeaux zurückzuziehen. Bei Poitiers indes wurde seinem kleinen Heer der Rückzug abgeschnitten. Hart bedrängt, bot er Johann für freien Abzug einen siebenjährigen Waffenstillstand an; Johann jedoch, siegesgewiss, schlug jeden gütlichen Vergleich aus, und so kam es am 19. September 1356 zur Schlacht bei Maupertuis, in der Johann den Krieg und seine Freiheit verlor.
Erst der Friede von Brétigny 1360 befreite ihn aus seiner Haft, nachdem er, außer 3 Millionen Goldstücken (Écus, auch Écus d'or), auch mehrere Provinzen abzutreten versprochen hatte. Da sein als Geisel in England zurückgelassener Sohn, der Herzog von Anjou, noch vor Bezahlung des Lösegelds von dort entfloh, kehrte Johann Anfang 1364 nach London in seine Gefangenschaft zurück. Er wurde dort als königlicher Gast glänzend empfangen, starb aber schon am 8. April dieses Jahres. Sein ältester Sohn aus erster Ehe wurde als Karl V. sein Nachfolger.
Die von Johann 1363 gestiftete Sekundogenitur des Hauses Valois, das Haus Burgund, schlug ebenfalls zu Frankreichs Verderben aus, so dass nach ihm kein Thronfolger mehr Johann genannt wurde.
Er starb am 8. April 1364 in London und wurde in der Grablege der französischen Könige, der Basilika Saint-Denis, beigesetzt. Bei der Plünderung der Königsgräber von Saint-Denis während der Französischen Revolution wurde sein Grab am 25. Oktober 1793 geöffnet und geplündert, seine Überreste wurden in einem Massengrab außerhalb der Kirche beerdigt.

## Kinder

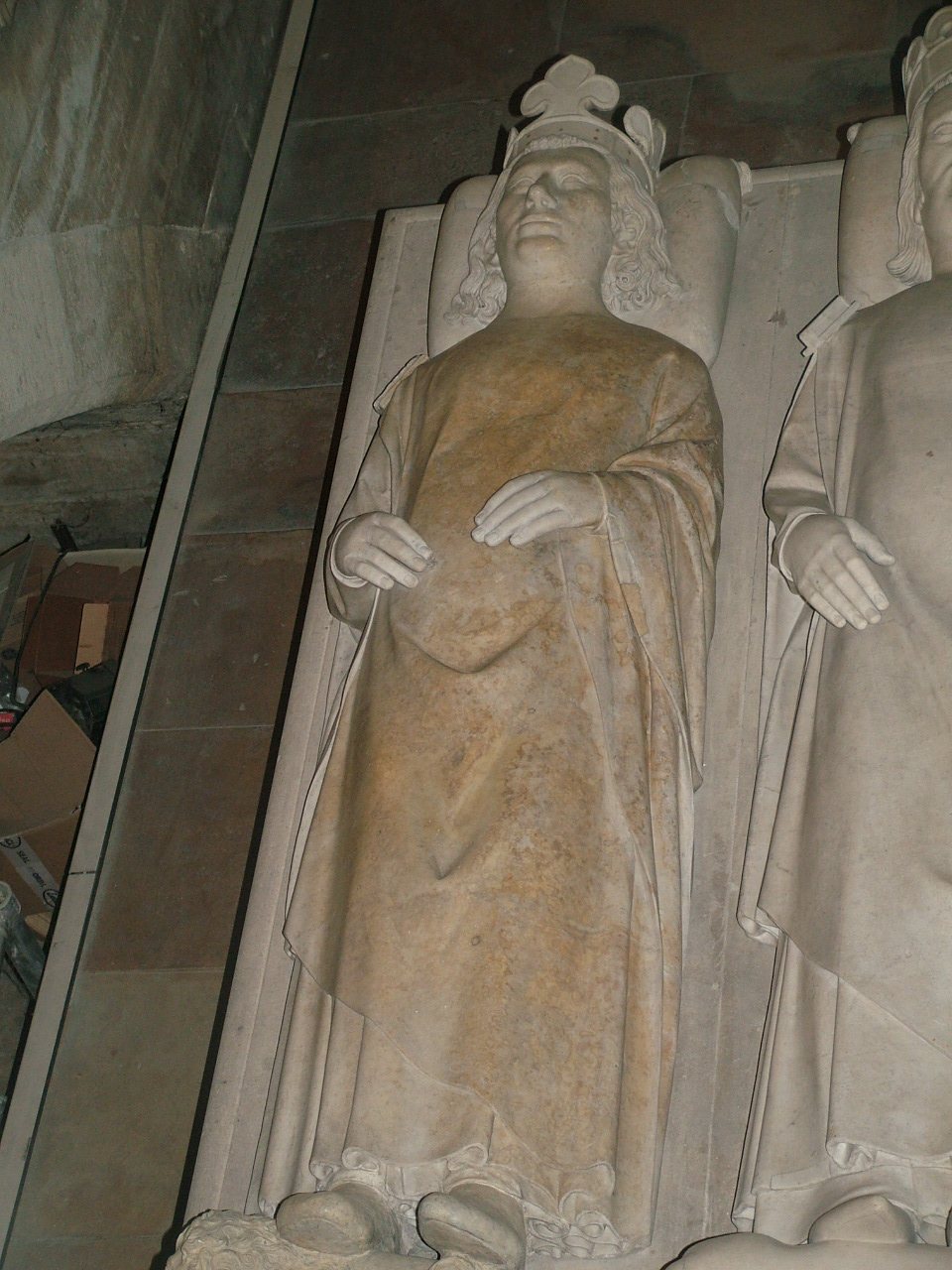
Grab von König Johann II. in Saint-Denis

Am 23. Juli 1332 heiratete er in erster Ehe Jutta von Luxemburg, deren Mutter aus dem böhmischen Herrscherhaus stammte. Die Liste ihrer Nachkommenschaft ist umfangreich:
- Blanche (1336–1337)
- Katharina (1337–1337)
- Karl V. (* 21. Januar 1338; † 16. September 1380)
- Ludwig von Anjou (* 23. Juli 1339; † 20. September 1384), Begründer des jüngeren Hauses Anjou
- Johann von Berry (* 30. November 1340; † 15. Juni 1416)
- Philipp II. (* 17. Januar 1342; † 27. April 1404), Begründer des Hauses Burgund
- Johanna (* 24. Juni 1343; † 3. November 1373) ⚭ 3. November 1353 Karl II., König von Navarra
- Marie (* 12. September 1344; † 15. Oktober 1404) ⚭ 5. Oktober 1364 Robert I., Herzog von Bar (Haus Scarponnois)
- Agnes (* 9. Dezember 1345; † April 1349)
- Marguerite (* 20. September 1347; † 25. April 1356)
- Isabelle (* 1. Oktober 1348; † 11. September 1372) ⚭ Juni 1360 Gian Galeazzo Visconti, Herzog von Mailand

Jutta starb, ebenso wie Johanns Mutter Johanna, 1349 an der Pest.
Am 19. Februar 1350 heiratete er in zweiter Ehe Johanna von Boulogne, die ihn zum Vater folgender Kinder machte:
- Blanche (1350–1353)
- Katharina (1352–1353)
- Tochter (1353–1353)
- angeblich ein Sohn (1354–1354)